# Dolichopus plumipes
Dolichopus plumipes är en tvåvingeart som först beskrevs av Giovanni Antonio Scopoli 1763.  Dolichopus plumipes ingår i släktet Dolichopus och familjen styltflugor. Arten är reproducerande i Sverige. Inga underarter finns listade i Catalogue of Life.